# Osm velkých tchangských a sungských mistrů
Osm velkých tchangských a sungských mistrů (čínsky v českém přepisu Tchang-Sung pa ta-ťia, pchin-jinem Táng Sòng bādàjiā, znaky 唐宋八大家) je označení pro osm předních spisovatelů tchangského a sungského období čínských dějin. Vyzdvihováni byli pro jejich prozaická díla, zejména eseje. Nicméně byli úspěšní i v dalších literárních a kulturních oborech, někteří byli i význačnými politiky.
Mezi Osm velkých tchangských a sungských mistrů patří:
- Chan Jü (768–824);
- Liou Cung-jüan (773–819);
- Ou-jang Siou (1007–1072);
- Su Sün (1009–1066);
- Su Š’ (1037–1101), syn předešlého;
- Su Če (1039–1112), bratr předešlého;
- Wang An-š’ (1021–1086);
- Ceng Kung (1019–1083).

Chan Jü a Liou Cung-jüan žili v tchangském období, ostatních šest patří do sungské éry, přesněji do období Severní Sung. Ohledně prózy byli Chan Jü a Liou Cung-jüan stylistickými inovátory, na květnatou a pravidly omezenou prózu pchien-wen, která byla mezi literáty dominantním uznávaným stylem psaní od chanských dob, reagovali propagací přímějšího a hovorovějšího stylu, který se vracel k starověké čínské próze. Proto je jejich hnutí známo jako hnutí klasické prózy, ku-wen jün-tung. V sungském období na ně, mimo jiné, navázal Ou-jang Siou.
Jako skupinu je dal dohromady raně mingský literární kritik Ču Jou (朱右, 1314-1376), autor sbírky jejich esejů Pa sien-šeng wen-ťi (八先生文集, „Sebraná díla osmi mistrů“). K popularizaci pojmu „Osm mistrů“ významně přispěl pozdněmingský literát Mao Kchun sbírkou Tchang-Sung pa ta ťia wen-čchao (唐宋八大家文鈔, „Přepis děl osmi velkých tchangských a sungských mistrů“), která získala velkou popularitu a ve školách sloužila jako učebnice.